# Cordioniscus schmalfussi
Cordioniscus schmalfussi is een pissebed uit de familie Styloniscidae. De wetenschappelijke naam van de soort is voor het eerst geldig gepubliceerd in 2002 door Andreev.